# Patch box

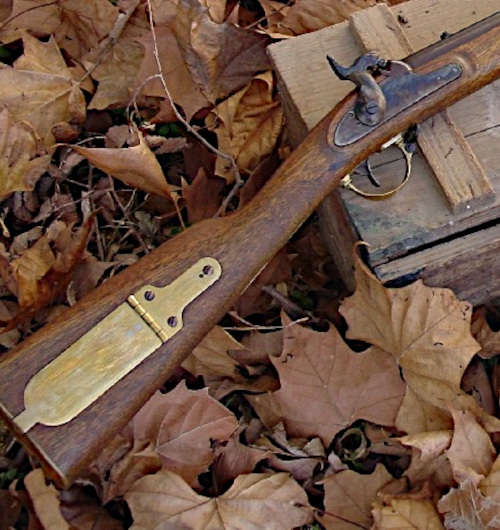
Em close o patch box na coronha
do rifle M1841 Mississippi.

Um patch box é um compartimento de armazenamento para buchas ("patch"), que na verdade eram pequenos "retalhos" de tecido na época, em armas de antecarga, geralmente embutido na coronha do mosquete ou rifle.

## Finalidade e uso
Esses "patches" eram usados para embrulhar um projétil esférico de chumbo para que ele se encaixasse e deslizasse bem cano abaixo criando a vedação necessária entre a pólvora e a bala. Os "patches" também permitiam o uso de balas subdimensionadas para o cano da arma em questão. Esses "retalhaos" ("patches") foram criados em paralelo com o desenvolvimento da técnica de estriamento dos canos, eram geralmente pré-cortados e pré-lubrificados, com graxa, sebo ou algo semelhante, para que estivessem prontos quando necessário.
O patch box mantinha os patches acessíveis para o processo de carregamento da arma. O lubrificante permitia a inserção rápida e fácil da bala no cano, ao mesmo tempo em que transferia o estriamento do cano para o projétil. Geralmente, o "patch" cai a poucos metros adiante da "boca" do cano após o disparo.